# 真鶴町立中川一政美術館
真鶴町立中川一政美術館（まなづるちょうりつなかがわかずまさびじゅつかん）は、神奈川県足柄下郡真鶴町真鶴にある公立美術館である。公共建築百選指定。

## 概要
真鶴町に住み現代の文人画家と称された中川一政の絵画や、書などが真鶴半島自然公園の樹木に囲まれて展示されている。ロビーの床には特産の本小松石を用いるなど建物自体の設計もシンプル。自然公園でもある真鶴半島の海を見渡せる一角にあり、原生林もそばにあって、自然散策にも良い。中川一政画伯が作品を町に寄贈されたことで、1989年（平成元年）に開館した。

## 展示内容
常設展示やテーマ展示、その他展覧会を通して、約80から90点の作品を紹介している。油彩、水墨岩彩、書、陶芸、挿画原画、本の装丁等の作品。

## 館内施設
館内に、5つの展示室と茶室がある。

## 開館時間・休館日
午前9：30 - 午後4：30 （入館は午後4時まで）

休館日/毎週水曜日(当日が祝日の場合は開館) 　　12月28日 - 1月3日

## 観覧料
- 大人/600円
- 高校生以下/350円
- 障がい者/無料

団体は割引あり
特別展開催の場合は料金が変更になる場合あり。

## 駐車場
無料・大型バス可

## アクセス
路線バス
- 東日本旅客鉄道（JR東日本）東海道本線真鶴駅より
  - 伊豆箱根バス「ケープ真鶴」行きで「中川一政美術館」バス停下車。
  - 真鶴町コミュニティバス真鶴線で終点「中川一政美術館」バス停下車。